# Helvetia (Schiff, 1875)
Die Helvetia war ein Dampfschiff der Zürcher Dampfboot-Gesellschaft. Sie lief 1875 vom Stapel, war bis 1959 auf dem Zürichsee in Betrieb und wurde 1963 verschrottet. Das Schwesterschiff der Helvetia war die Mont-Blanc auf dem Genfersee.

## Geschichte
Die Dampfschiffe, die zwischen 1835 und 1875 auf dem Zürichsee unterwegs waren, dienten in erster Linie dem Güterverkehr, der Personenverkehr erfolgte mehrheitlich auf den Querfahrten. Die Pilger auf dem Weg zum Kloster Einsiedeln, die mit einem Schiff nach Wädenswil fahren wollten, waren finanziell nicht sehr interessant. Die wenigen Touristen wurden als notwendiges Übel behandelt, welche nur den Platz auf den Schiffen versperrten. Einen Fahrplan für die Schiffe auf dem See gab es nicht.
In den 1860er Jahren wurden auf Anregung von Theodor Baur, dem ehemaligen Besitzer des Hotels Baur au Lac in Zürich, zwei Kurse als Schnellfahrten von Zürich nach Rapperswil und zurück eingeführt. Der Erfolg dieser Kurse, der zunehmende Verkehr auf dem Zürichsee und der dank der zahlreichen neuen Eisenbahnlinien zu erwartende Anstieg der Besucherzahlen führte dazu, dass die Dampfboot-Gesellschaft 1873 bei Escher Wyss in Zürich die Helvetia bestellte; der „schönste und grösste Salondampfer aller Schweizer Seen“ sollte gebaut werden.
Der Dampfer wurde im Zürcher Seefeld unter der Leitung des Escher-Wyss-Teilhabers Gustave Naville gebaut. Am 27. Mai 1875 erfolgte der Stapellauf. Die Jungfernfahrt, Probefahrt genannt, führte am Samstag, dem 12. Juni unter Kapitän Maurer zur Insel Ufenau, wo es die geladenen Gäste jedoch vorzogen, im Schiff zu speisen, anstatt auszusteigen und die Insel zu besuchen. Die Baukosten betrugen 398'811,98 Franken.

## Betrieb
Die Helvetia wurde schnell zu einem Sonntags- und Festschiff; auch wenn sie anfänglich auch an Werktagen ausfuhr. Sie legte pro Saison zwischen 1000 und 4000 Kilometer zurück. Im Schiffsbuch wurden pro Monat in der Hochsaison ca. 15 Fahrten festgehalten, meistens Rundfahrten. Die sonntäglichen Spazierfahrten mit Konzert kosteten zu Beginn einen Franken. 1922 bezahlte man für eine Rundfahrt von Zürich nach Wädenswil und zurück in der 1. Klasse 3,50 Franken; in der 2. Klasse 2,50 Franken.
Wegen undichter Feuerrohre soll die Helvetia in ihren Anfangszeiten zu viel Kohle verbraucht haben. Mit Kartoffeln und Bohnenmehl im Kesselwasser soll eine Abdichtung erreicht worden sein. 1894 wurden neue Kessel eingebaut und vor der Saison 1903 wurde das Schiff umfassend renoviert und 1941 noch einmal auf Stapel genommen.
Bei Ruderregattas war die Helvetia jeweils Begleitschiff vor den Bootshäusern. Da oft alle Leute auf der Zuschauerseite sassen oder standen, lag sie dann mit beachtlicher Schlagseite im Wasser.

## Das Ende
Als das Eidgenössische Amt für Verkehr die Betriebsbewilligung der Helvetia bis 1960 begrenzte und die ZSG begann, ihre Flotte mit Motorschiffen zu erneuern, war das Ende des grossen Salondampfers absehbar. Am Sonntag?, dem 5.? Oktober 1959 fuhr er zu seiner letzten Fahrt aus. Festlich beflaggt fuhr die Helvetia am rechten Seeufer entlang und kreuzte den See auf der Höhe von Stäfa in Richtung Wädenswil zum Wohnsitz des damaligen Verwaltungsratspräsidenten Dr. W. Weber, wo sie stoppte. Weber umrundete das Schiff mit dem kleinen Dampfer Gambrinus der Brauerei Wädenswil. Die Flagge ging auf halbmast, die Besatzung versammelte sich am Bug und nahm mit dreiminütigem Schweigen Abschied vom Schiff. Dann ertönte die Schiffspfeife und die Fahrt wurde Richtung Zürich fortgesetzt. Insgesamt hatte die Helvetia rund 200'000 km zurückgelegt.
Im gleichen Jahr wurde die Helvetia für 50'000 Franken an die Gartenbauausstellung „G 59“ verkauft, die sie als schwimmendes Restaurant einsetzte. Anschliessend sollte der Dampfer verschrottet werden. Nach der Ausstellung wurde die Helvetia für 35'000 Franken an den Coiffeurmeister Schwarz verkauft, der jedoch für ein schwimmendes Restaurant keine Bewilligung erhielt.
Am 16. November 1961 schleppte die ZSG das Schiff gratis nach Nuolen im Obersee, wo sie auf dem Gelände der Kibag lag. 1963 stellte das Bundesgericht fest, dass Schwarz für die Verschrottung des Schiffes verantwortlich war. Die ZSG zahlte Schwarz freiwillig 3000 Franken, und Schwarz überwies 2000 Franken an die Kibag, welche das bereits halb versunkene Schiff verschrottete und die Schale versenkte. 1994 entdeckten Mitglieder des „Oldtimer Boot Clubs Zürichsee“ das „Grab“ der Helvetia in einem Yachthafen bei Nuolen. Sie liessen an der Stelle, wo die Schiffsschale liegt, eine Gedenktafel anbringen, die an die Helvetia erinnert.

## Bilder

Im unteren Seebecken vor dem Bellevue
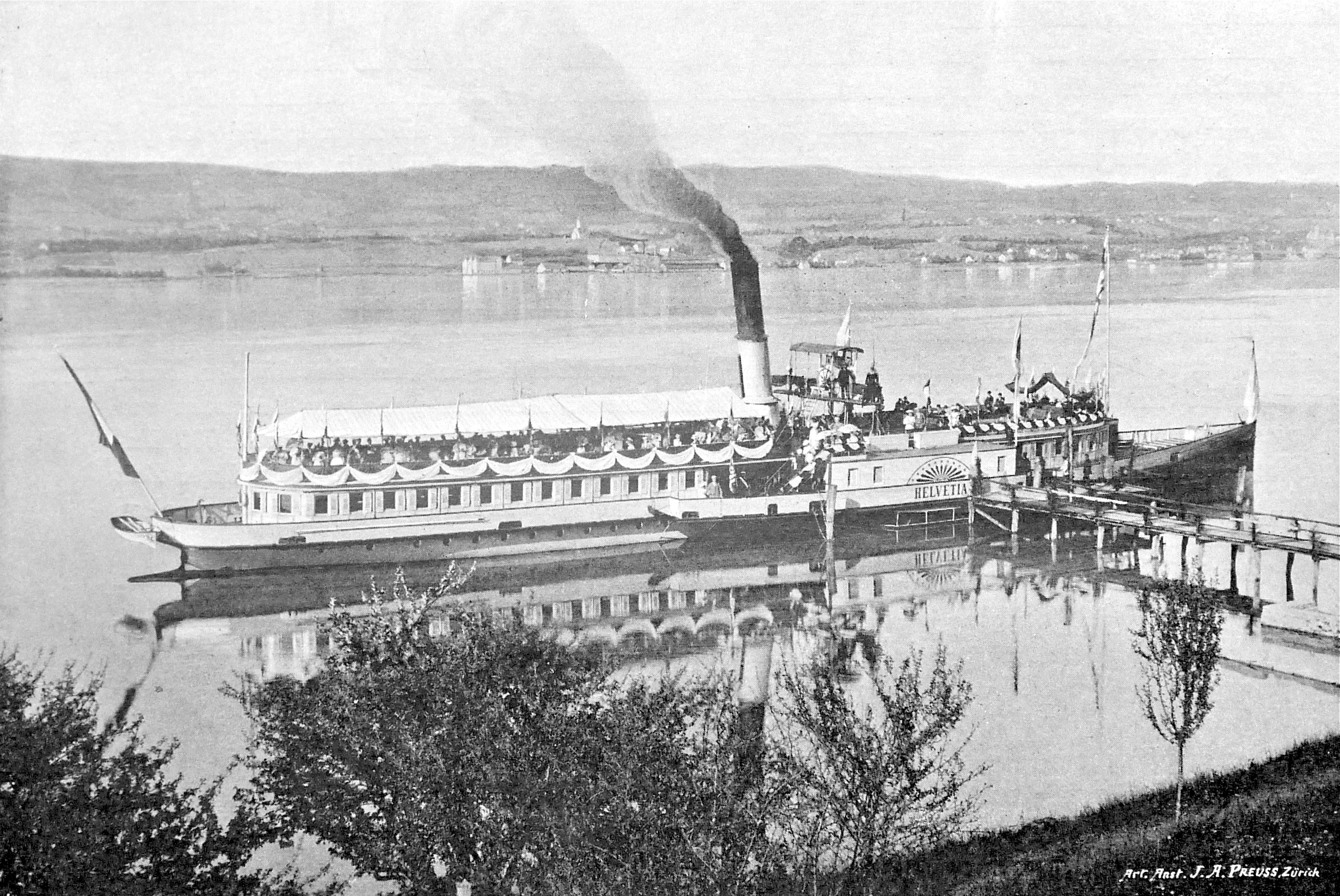
Die Helvetia bei der Halbinsel Au
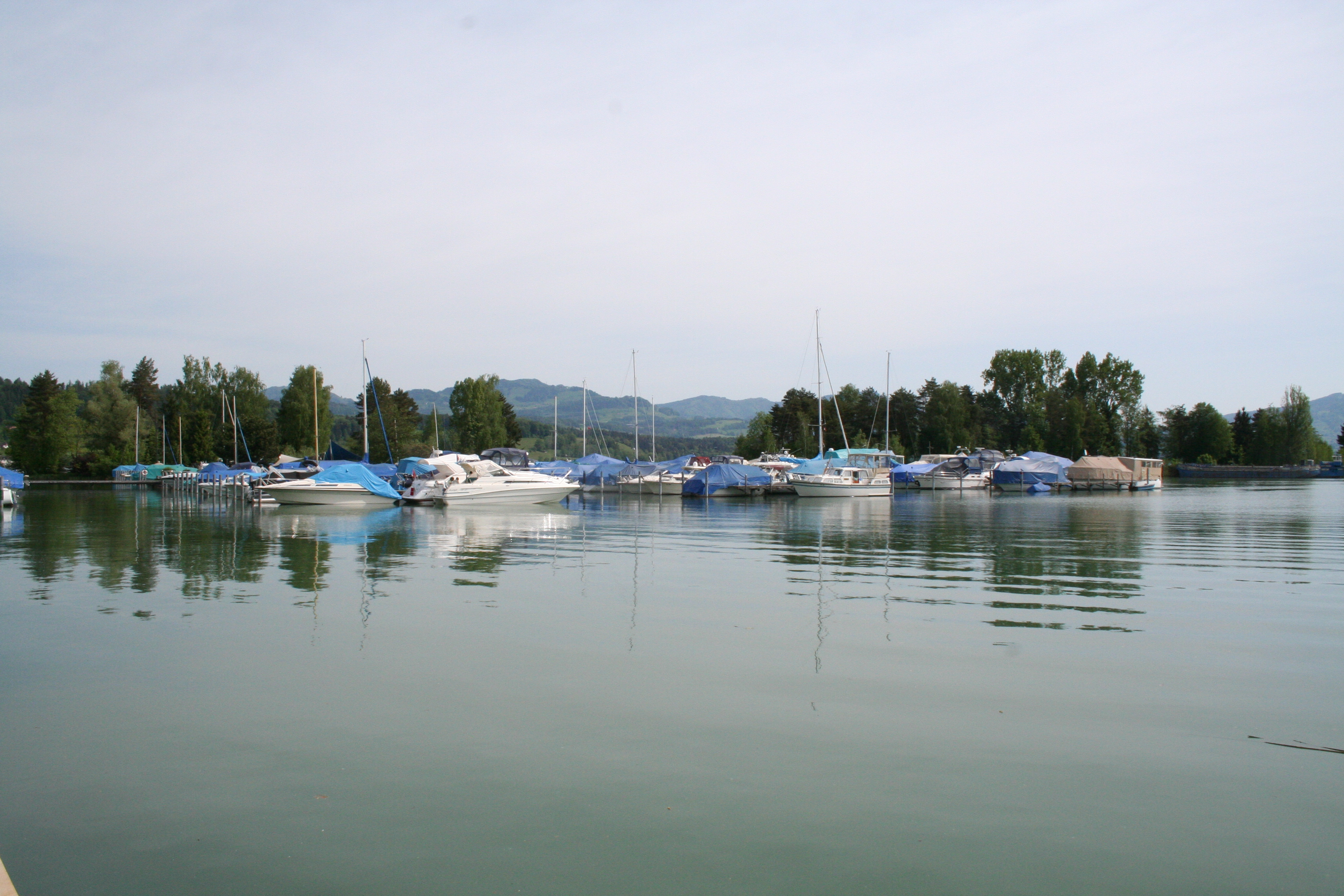
Yachthafen Nuolen
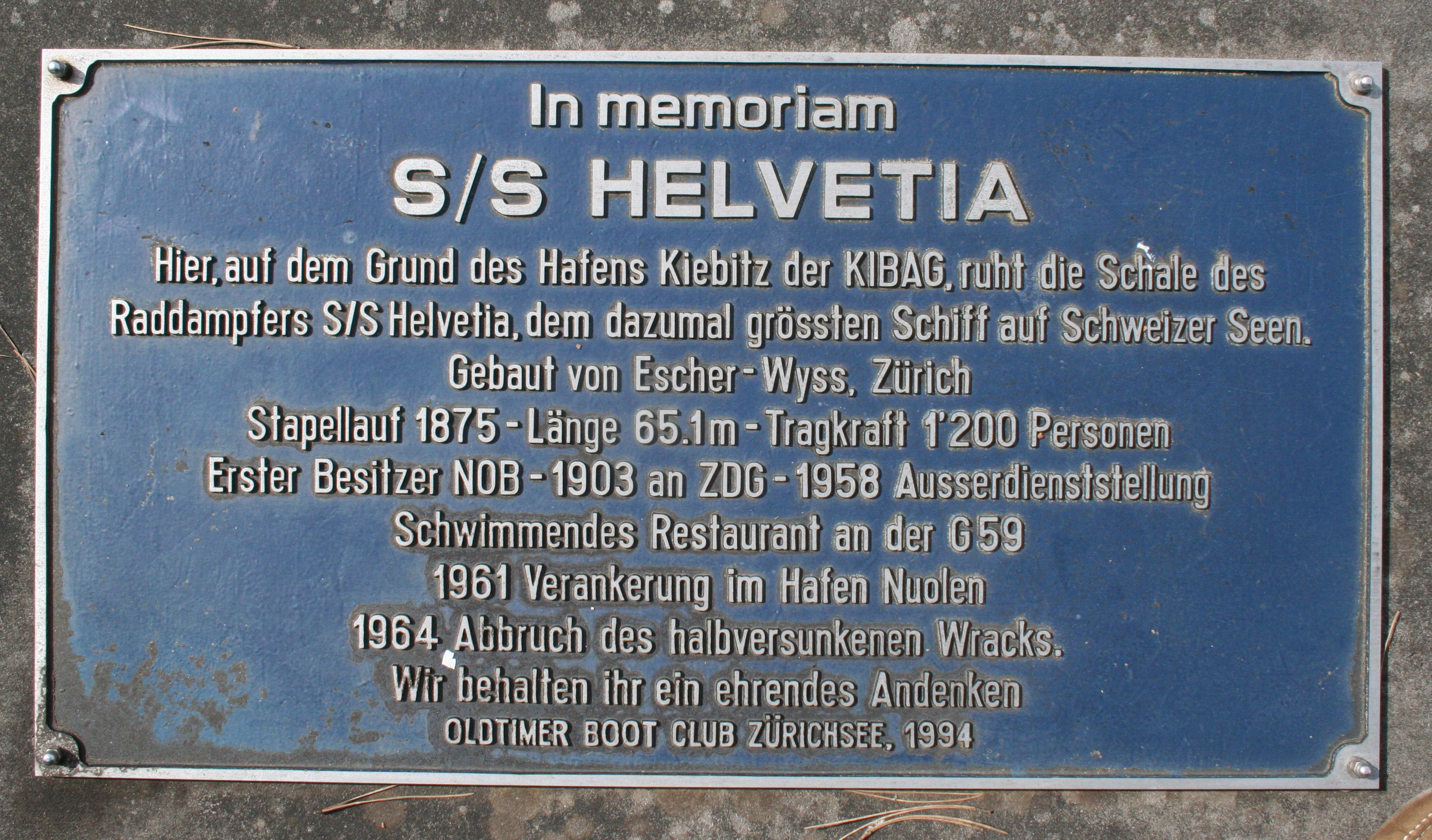
Erinnerungstafel